# Georginio Wijnaldum
Georginio Gregion Emile Wijnaldum (wym. [d͡ʒɔrˈd͡ʒiɲo: ʋɛiˈnɑldɵm]; ur. 11 listopada 1990 w Rotterdamie) – holenderski piłkarz surinamskiego pochodzenia, występujący na pozycji pomocnika w saudyjskim klubie Ettifaq FC oraz w reprezentacji Holandii. Srebrny medalista Ligi Narodów UEFA 2018/2019, brązowy medalista Mistrzostw Świata 2014.

## Kariera klubowa
Wychowanek Feyenoordu Rotterdam, w pierwszym składzie występował od sezonu 2006/2007. W ciągu pięciu sezonów w Eredivisie rozegrał 85 meczów, w których zdobył 23 bramki.
W 2011 przeszedł z Feyenoordu Rotterdam do PSV Eindhoven za 5 mln euro. W pierwszym sezonie wystąpił w 32 meczach, w których zdobył 9 bramek.
11 lipca 2015 został zawodnikiem Newcastle United. Podpisał z klubem z północno-wschodniej Anglii 5-letni kontrakt.
W lipcu 2016 przeszedł ze zdegradowanego Newcastle do Liverpoolu, podpisując 5-letni kontrakt z klubem z Merseyside. Kwota odstępnego według doniesień medialnych wyniosła 23 mln funtów, a dalsze 2 mln uzależniono od wypełnienia klauzul umownych. W angielskim zespole występował przez pięć lat w trakcie których zdobył z klubem: mistrzostwo Anglii, Puchar Ligi Mistrzów UEFA, Superpuchar Europy UEFA oraz Klubowe mistrzostwo świata.
Od lipca 2021 Holender jest piłkarzem Paris Saint Germain.
5 sierpnia 2022 AS Roma potwierdziła wypożyczenie Holendra.

## Statystyki klubowe
(aktualne na koniec sezonu 2021/2022)
| 2006/07            | Feyenoord           | Eredivisie         | 3   | 0  | 0  | 0 | – | – | –  | –  | – | – | 3   | 0   |
| 2007/08            | Feyenoord           | Eredivisie         | 10  | 1  | 2  | 0 | – | – | –  | –  | – | – | 12  | 1   |
| 2008/09            | Feyenoord           | Eredivisie         | 35  | 4  | 3  | 0 | – | – | 6  | 1  | 1 | 0 | 45  | 5   |
| 2009/10            | Feyenoord           | Eredivisie         | 31  | 4  | 7  | 1 | – | – | –  | –  | – | – | 38  | 5   |
| 2010/11            | Feyenoord           | Eredivisie         | 34  | 14 | 1  | 0 | – | – | 2  | 0  | – | – | 37  | 14  |
| 2011/12            | PSV Eindhoven       | Eredivisie         | 32  | 8  | 6  | 2 | – | – | 12 | 4  | – | – | 50  | 14  |
| 2012/13            | PSV Eindhoven       | Eredivisie         | 33  | 14 | 6  | 1 | – | – | 5  | 4  | 1 | 1 | 45  | 20  |
| 2013/14            | PSV Eindhoven       | Eredivisie         | 11  | 4  | 0  | 0 | – | – | 4  | 0  | – | – | 17  | 6   |
| 2013/14            | Jong PSV            | Eerste divisie     | 2   | 2  | 0  | 0 | – | – | 4  | 0  | – | – | 17  | 6   |
| 2014/15            | PSV Eindhoven       | Eredivisie         | 33  | 14 | 3  | 2 | – | – | 8  | 2  | – | – | 44  | 18  |
| 2015/16            | Newcastle United    | Premier League     | 38  | 11 | 1  | 0 | 1 | 0 | –  | –  | – | – | 40  | 11  |
| 2016/17            | Liverpool           | Premier League     | 36  | 6  | 1  | 0 | 5 | 0 | –  | –  | – | – | 42  | 6   |
| 2017/18            | Liverpool           | Premier League     | 33  | 1  | 2  | 0 | 1 | 0 | 14 | 1  | – | – | 50  | 2   |
| 2018/19            | Liverpool           | Premier League     | 35  | 3  | 0  | 0 | 0 | 0 | 12 | 2  | – | – | 47  | 5   |
| 2019/20            | Liverpool           | Premier League     | 37  | 4  | 0  | 0 | 0 | 0 | 8  | 2  | 2 | 0 | 47  | 6   |
| 2020/21            | Liverpool           | Premier League     | 38  | 2  | 2  | 0 | 1 | 0 | 9  | 0  | 1 | 0 | 51  | 3   |
| 2021/22            | Paris Saint-Germain | Ligue 1            | 31  | 1  | 1  | 0 | 0 | 0 | 5  | 2  | 1 | 0 | 38  | 3   |
| 2022/23            | → AS Roma (wyp.)    | Serie A            | 0   | 0  | 0  | 0 | 0 | 0 | 0  | 0  | 0 | 0 | 0   | 0   |
| Łącznie w karierze | Łącznie w karierze  | Łącznie w karierze | 472 | 93 | 35 | 6 | 8 | 0 | 85 | 18 | 6 | 1 | 606 | 119 |

## Rekordzista
8 kwietnia 2007 mając 16 lat stał się najmłodszym piłkarzem w historii Feyenoordu, który zagrał w Eredivisie. Zagrał w meczu z FC Groningen (0:4) przez 89 minut i jako jedyny zebrał pochwały od trenera Erwina Koemana. Z „wynikiem” 16 lat i 148 dni pomocnik jest jednocześnie szóstym najmłodszym zawodnikiem, jaki w ogóle zagrał w Eredivisie. Wcześniej najmłodszym piłkarzem Feyenoordu był Ellery Cairo, który zadebiutował 8 kwietnia 1995, mając 16 lat i 277 dni.

## Sukcesy

### Feyenoord
- Puchar Holandii: 2007/2008

### PSV Eindhoven
- Mistrzostwo Holandii: 2014/2015
- Puchar Holandii: 2011/2012
- Superpuchar Holandii: 2012

### Liverpool
- Mistrzostwo Anglii: 2019/2020
- Liga Mistrzów UEFA: 2018/2019
- Superpuchar Europy UEFA: 2019
- Klubowe mistrzostwo świata: 2019

### Holandia
Mistrzostwa świata
- 3. miejsce: 2014

Liga Narodów UEFA
- Wicemistrzostwo: 2018/2019

### Indywidualne
- Piłkarz roku w Holandii: 2014/2015
- Drużyna sezonu Ligi Mistrzów UEFA: 2018/2019